# 伊里基國家公園

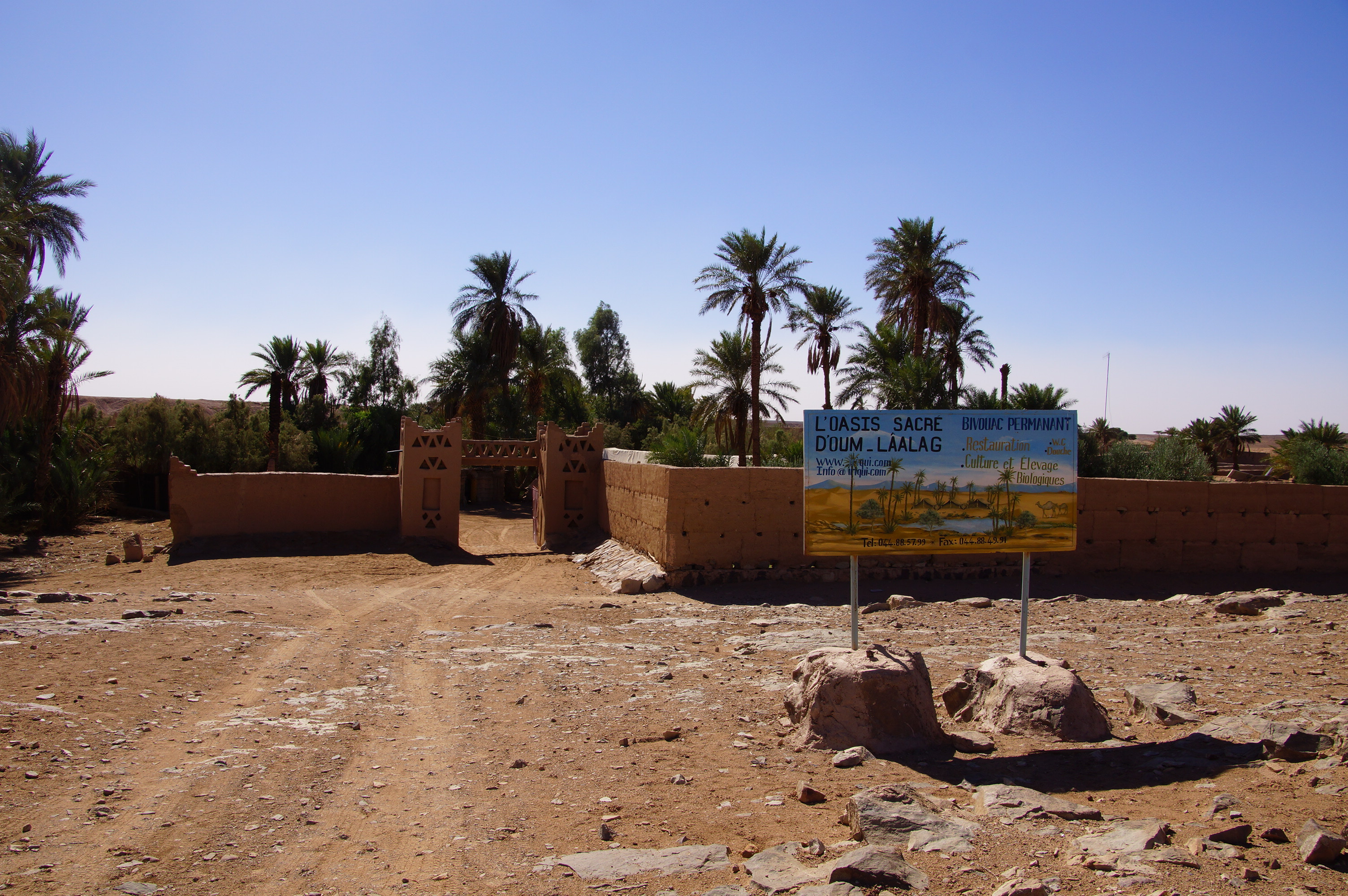

29°50′29.936322″N 6°31′2.110519″W / 29.84164897833°N 6.51725292194°W
伊里基國家公園（阿拉伯语：‎），是摩洛哥的國家公園，位於該國中部，處於撒哈拉沙漠以北，毗鄰瓦爾扎扎特，該國家公園成立於1994年，面積1,230平方公里。